# ميقونة سامارية
ميقونة سامارية (الاسم العلمي: Mucuna samarensis) هي نوع من النباتات تتبع جنس الميقونة من الفصيلة البقولية.